# فصل التجسس
فصل التجسس (باليابانية: スパイ教室، بالروماجي: Supai Kyōshitsu) تعرف أيضًا باسم (غرفة التجسس)، سلسلة روايات خفيفة يابانية من كتابة تاكيماتشي [اليابانية] ورسوم «توماري»، صدر المجلد الأول منها عن دار نشر فوجيمي شوبو في يناير 2020، وحصلت على مانغا من رسوم «كانامي سيو» في مجلة كوميك ألايف الشهرية الصادرة عن شركة النشر ميديا فاكتوري بين شهري مايو 2020 وأبريل 2022 جمعت فصولها في مجلدين تانكوبون، كما بدأ نشر الجزئين الثاني والثالث من المانغا معًا في المجلة ذاتها إبتداءً من يونيو 2022.
تم إنتاج أنمي تلفزيوني للرواية من قبل ستوديو فيل عرض قسمة الأول بين يناير ومارس 2023 بالاضافة الى قسم ثاني عرض بين يوليو وسبتمبر من نفس العام.

## الشخصيات
كلاوس (クラウス، Kurausu)
أداء صوتي: يويتشيرو أوميهارا
ليلي (リリィ، Rirī)
أداء صوتي: سورا أماميا
غريتي (グレーテ، Gurēte)
أداء صوتي: ميكو إيتو
جيبيا (ジビア، Jibia)
أداء صوتي: ناو توياما
مونيكا (モニカ، Monika)
أداء صوتي: آوي يوكي
تيا (ティア، Tia)
أداء صوتي: سوميري أويساكا
سارا (サラ، Sara)
أداء صوتي: أياني ساكورا
أنيت (アネット، Anetto)
أداء صوتي: توموري كوسونوكي

## وسائط المشروع

### رواية خفيفة
فصل التجسس هي رواية خفيفة من تأليف تاكيماتشي [اليابانية] ورسوم «توماري» تصدر في مجلدات مطبوعة ضمن علامة فوجيمي فانتازيا بونكو [الإنجليزية] عن دار نشر فوجيمي شوبو حيث نشر المجلد الأول لها يوم 18 يناير 2020، وحتى اكتوبر 2024 نشر لها رسميًا 12 مجلد للقصة الرئيسية مع 5 مجلدات قصص قصيرة.

#### مجلدات القصة الرئيسية
| م. | العنوان                                           | الإصدار الياباني                      | الإصدار الإنجليزي                     |
| -- | ------------------------------------------------- | ------------------------------------- | ------------------------------------- |
| 1  | Lily of the Garden 《花園》のリリィ               | 18 يناير 2020 ردمك 978-4-04-073480-4  | 24 أغسطس 2021 ISBN 978-1-97-532240-3  |
| 2  | To My Dearest Grete 《愛娘》のグレーテ            | 17 أبريل 2020 ردمك 978-4-04-073636-5  | 25 يناير 2022 ISBN 978-1-97-532242-7  |
| 3  | To Forget Is Annette 《忘我》のアネット           | 20 أغسطس 2020 ردمك 978-4-04-073740-9  | 17 مايو 2022 ISBN 978-1-97-533882-4   |
| 4  | Thea in Dreamland 《夢語》のティア                | 19 ديسمبر 2020 ردمك 978-4-04-073741-6 | 18 أكتوبر 2022 ISBN 978-1-97-533884-8 |
| 5  | Fool Erna Once 《愚人》のエルナ                   | 20 مايو 2021 ردمك 978-4-04-073742-3   | 23 مايو 2023 ISBN 978-1-97-534312-5   |
| 6  | Pandemonium, Thy Name Is Sybilla 《百鬼》のジビア | 18 سبتمبر 2021 ردمك 978-4-04-074253-3 | 22 أغسطس 2023 ISBN 978-1-97-535028-4  |
| 7  | A Glint in Monika’s Eye 《氷刃》のモニカ          | 18 مارس 2022 ردمك 978-4-04-074254-0   | 21 مايو 2024 ISBN 978-1-97-536749-7   |
| 8  | Sara’s Meadow of Opportunity 《草原》のサラ       | 20 يوليو 2022 ردمك 978-4-04-074607-4  | 17 سبتمبر 2024 ISBN 978-1-97-536751-0 |
| 9  | 《我楽多》のアネット                              | 20 يناير 2023 ردمك 978-4-04-074766-8  | 13 مايو 2025 ISBN 978-1-97-539150-8   |
| 10 | 《高天原》のサラ                                  | 20 يوليو 2023 ردمك 978-4-04-075017-0  | —                                     |
| 11 | 《付焼刃》のモニカ                                | 17 نوفمبر 2023 ردمك 978-4-04-075018-7 | —                                     |
| 12 | 《万愚節》のエルナ                                | 19 أكتوبر 2024 ردمك 978-4-04-075338-6 | —                                     |

#### مجلدات القصة القصيرة
| م. | العنوان                                           | تاريخ الإصدار الياباني                | ردمك الياباني                         |
| -- | ------------------------------------------------- | ------------------------------------- | ------------------------------------- |
| 1  | Bridal Royale 花嫁ロワイヤル                      | 19 مارس 2021 ردمك 978-4-04-074066-9   | 18 أبريل 2023 ISBN 978-1-97-536496-0  |
| 2  | The Spy Teacher Who Loved Me 私を愛したスパイ先生 | 18 ديسمبر 2021 ردمك 978-4-04-074358-5 | 12 ديسمبر 2023 ISBN 978-1-97-536498-4 |
| 3  | Honeymoon Raker ハネムーン・レイカー              | 20 أكتوبر 2022 ردمك 978-4-04-074728-6 | 17 ديسمبر 2024 ISBN 978-1-97-539712-8 |
| 4  | NO TIME TO 退                                     | 17 مارس 2023 ردمك 978-4-04-074919-8   | —                                     |
| 5  | 『焔』より愛をこめて                              | 20 فبراير 2024 ردمك 978-4-04-075264-8 | —                                     |

### المانغا
حصلت الرواية على سلسلة مانغا برسوم المانغاكا «كانامي سيو» بدأت بالصدور في مجلة كوميك ألايف الشهرية عن دار نشر ميديا فاكتوري في 27 مايو 2020 وإنتهت في 27 أبريل 2022، وحتى يوليو 2022 سيكون لها ثلاث مجلدات تانكوبون منشورة، في ذات المجلة يوم 27 يونيو 2022 بدأ نشر كل من الجزء الثاني من سلسلة المانغا برسوم «بينيشاكي» والجزء الثالث برسوم «كانامي سيو».

#### مجلدات الجزء الأول
| م. | الإصدار الياباني | الإصدار الياباني       | الإصدار الانجليزي | الإصدار الانجليزي      |
| م. | تاريخ الإصدار    | ردمك                   | تاريخ الإصدار     | ردمك                   |
| -- | ---------------- | ---------------------- | ----------------- | ---------------------- |
| 1  | 23 ديسمبر 2020   | ISBN 978-4-04-680002-2 | 25 يناير 2022     | ISBN 978-1-97-533888-6 |
| 2  | 23 أغسطس 2021    | ISBN 978-4-04-680542-3 | 21 يونيو 2022     | ISBN 978-1-97-534512-9 |
| 3  | 20 يوليو 2022    | ISBN 978-4-04-681523-1 | 23 مايو 2023      | ISBN 978-1-97-536919-4 |

#### مجلدات الجزء الثاني
| م. | الإصدار الياباني | الإصدار الياباني       | الإصدار الانجليزي | الإصدار الانجليزي      |
| م. | تاريخ الإصدار    | ردمك                   | تاريخ الإصدار     | ردمك                   |
| -- | ---------------- | ---------------------- | ----------------- | ---------------------- |
| 1  | 21 فبراير 2023   | ISBN 978-4-04-682136-2 | 22 أبريل 2025     | ISBN 979-8-85-540292-6 |
| 2  | 17 نوفمبر 2023   | ISBN 978-4-04-682841-5 | —                 | —                      |

#### مجلدات الجزء الثالث
| م. | تاريخ الإصدار الياباني | ردمك الياباني          |
| -- | ---------------------- | ---------------------- |
| 1  | 21 فبراير 2023         | ISBN 978-4-04-682137-9 |
| 2  | 17 نوفمبر 2023         | ISBN 978-4-04-682842-2 |

#### مجلدات الجزء الرابع
| م. | تاريخ الإصدار الياباني | ردمك الياباني          |
| -- | ---------------------- | ---------------------- |
| 1  | 27 ديسمبر 2024         | ISBN 978-4-04-811298-7 |
| 2  | 28 مارس 2025           | ISBN 978-4-04-811472-1 |

### أنمي
أعلن خلال حدث (مهرجان فانتازيا بونكو أونلاين 2022) يوم 13 مارس 2022 عن حصول الرواية على مسلسل أنمي تلفزيوني من إنتاج ستوديو فيل وإخراج كيئيتشيرو كاواغوتشي [الإنجليزية]، وسيناريو «شينيتشي إنوتسومي»، بينما تصميم الشخصيات سيكون من قبل «سوميه كينوشيتا»، تم بث القسم الأول إبتداءً من تاريخ 5 يناير وانتهى في 30 مارس عام 2023 متكونًا من 12 حلقة.
بينما بدأ عرض القسم الثاني من الأنمي من يوم 13 يوليو وانتهى في 28 سبتمبر 2023 من 12 حلقة أيضًا.

## الإستقبال
«ريبيكا سيلفرمان» من شبكة أخبار الأنمي أشادت بالقصة وعبرت عنها بأنها ممتعة ومثيرة للإهمتام، بينما إنتقدها من جهة أنها شعرت بعثرات تأليفية بمحاولة جمع كل شيء معًا، «ديميلزا» من موقع (أخبار أنمي المملكة المتحدة) علقت عن المجلد الأول أيضًا واصفةً القصة بأنها فريدة من نوعها إذا ما قورنت بأغلب الروايات الخفيفة الأخرى المتوفرة باللغة الإنجليزية، كذلك مدح «ساتوشي مايجيما» من اساهي شيمبون القصة لكنه إنتقد شخصية البطلة معلقًا عنها بأنها «ناقصة التطور»، في كتاب الدليل كونو لايت نوفل غا سوغوي! [الإنجليزية] حصلت السلسلة على المركز الثاني عن فئة بونكوبون لعام 2021.
في سبتمبر 2021، وصلت عدد نسخ المانغا المباعة 500,000 وحدة بين مطبوعة ورقمية.

## طالع أيضًا
- ليكوريس ريكويل (أنمي)
- فصل النخبة
- فصل الاغتيال

## روابط خارجية
- الموقع الرسمي (باليابانية)
- الموقع الرسمي للأنمي (باليابانية)
- فصل التجسس (رواية خفيفة) في شبكة أخبار الأنمي